# Књижевна удружења у Србији
Књижевна удружења у Србији представљају различите облике струковних и других удружења која окупљају књижевнике (песнике, прозаисте, есејисте, драмске писце), књижевне преводиоце, књижевне критичаре и друге ствараоце и стручњаке у области књижевности на територији Републике Србије. Ова удружења имају за циљ унапређење и развој књижевног стваралаштва, заштиту професионалних права и интереса својих чланова, промоцију књижевности и културе читања, као и међусобно повезивање и сарадњу актера на књижевној сцени.

## Централна и најзначајнија удружења писаца

### Удружење књижевника Србије(УКС)
Удружење књижевника Србије (УКС) је најстарије и једно од најугледнијих струковних удружења писаца у Србији. Основано је 26. маја 1905. године у Београду. Седиште УКС-а је у Француској улици број 7 у Београду. Удружење окупља песнике, прозаисте, драмске писце, есејисте, књижевне критичаре и преводиоце. Кључне активности УКС-а укључују:
- Доделу бројних књижевних награда, међу којима су Награда "Милан Ракић", Повеља за животно дело УКС, Награда "Ђура Јакшић".
- Издавање часописа "Књижевне новине".
- Организовање књижевних вечери, трибина и других манифестација.
- Међународну сарадњу и представљање српске књижевности у свету.
- Заштиту професионалних и социјалних права својих чланова.

### Српско књижевно друштво(СКД)
Српско књижевно друштво (СКД) је независно, непрофитно, невладино струковно удружење писаца, књижевних преводилаца, критичара, историчара књижевности и тумача књижевности. Основано је 2001. године у Београду. Настало је из потребе дела књижевника за другачијим обликом удруживања. Активности СКД-а обухватају:
- Доделу књижевних награда, као што су Награда "Биљана Јовановић", Награда "Новица Тадић" за младе песнике.
- Издавање часописа "Књижевни магазин".
- Организовање књижевних програма, промоција, разговора и фестивала.
- Залагање за унапређење положаја књиге и књижевности у друштву.

## Удружења књижевних преводилаца

### Удружење књижевних преводилаца Србије(УКПС)
Удружење књижевних преводилаца Србије (УКПС) је струковно удружење које окупља књижевне преводиоце са територије Србије. Основано је 1951. године. УКПС ради на афирмацији и унапређењу преводилачке струке, заштити професионалних и ауторских права преводилаца, као и на подизању квалитета књижевних превода. Додељује годишње награде за најбоље преводе.

## Регионална удружења

### Друштво књижевника Војводине(ДКВ)
Друштво књижевника Војводине (ДКВ) је удружење писаца који живе и стварају на територији АП Војводине. Седиште му је у Новом Саду. Основано је 1966. године (првобитно као подружница УКС-а, а од 1976. као самостално удружење). ДКВ издаје часопис "Златна греда" и додељује неколико књижевних награда, укључујући Бранкову награду за прву песничку књигу.

## Међународне организације и огранци

### Српски ПЕН центар
Српски ПЕН центар је део Међународног ПЕН-а (International PEN), светске организације писаца која се залаже за слободу изражавања и међународну сарадњу писаца. Српски ПЕН центар основан је 1926. године и окупља истакнуте писце, уреднике и преводиоце.

## Удружења писаца за децу и младе
- Удружење писаца "Седмица" из Франкфурта, које окупља и српске писце из дијаспоре, има и секцију за дечју књижевност.
- Постоје и неформалне групе и секције унутар већих удружења које се баве књижевношћу за децу и младе.

## Улога и значај
Књижевна удружења у Србији имају важну улогу у:
- Афирмацији и промоцији српске књижевности и књижевног стваралаштва.
- Заштити професионалног статуса и ауторских права писаца и преводилаца.
- Организовању књижевног живота (доделе награда, фестивали, књижевне вечери, трибине).
- Издавачкој делатности (часописи, зборници, књиге).
- Повезивању писаца и сарадњи са сродним институцијама у земљи и иностранству.
- Очувању и неговању српског језика и књижевне баштине.

Она представљају важан део инфраструктуре културног и књижевног живота у Србији.